# Margarites picturatus
Margarites picturatus is een slakkensoort uit de familie van de Margaritidae. De wetenschappelijke naam van de soort is voor het eerst geldig gepubliceerd in 1967 door Golikov, in Golikov & Scarlato.